# Kaitenzushi

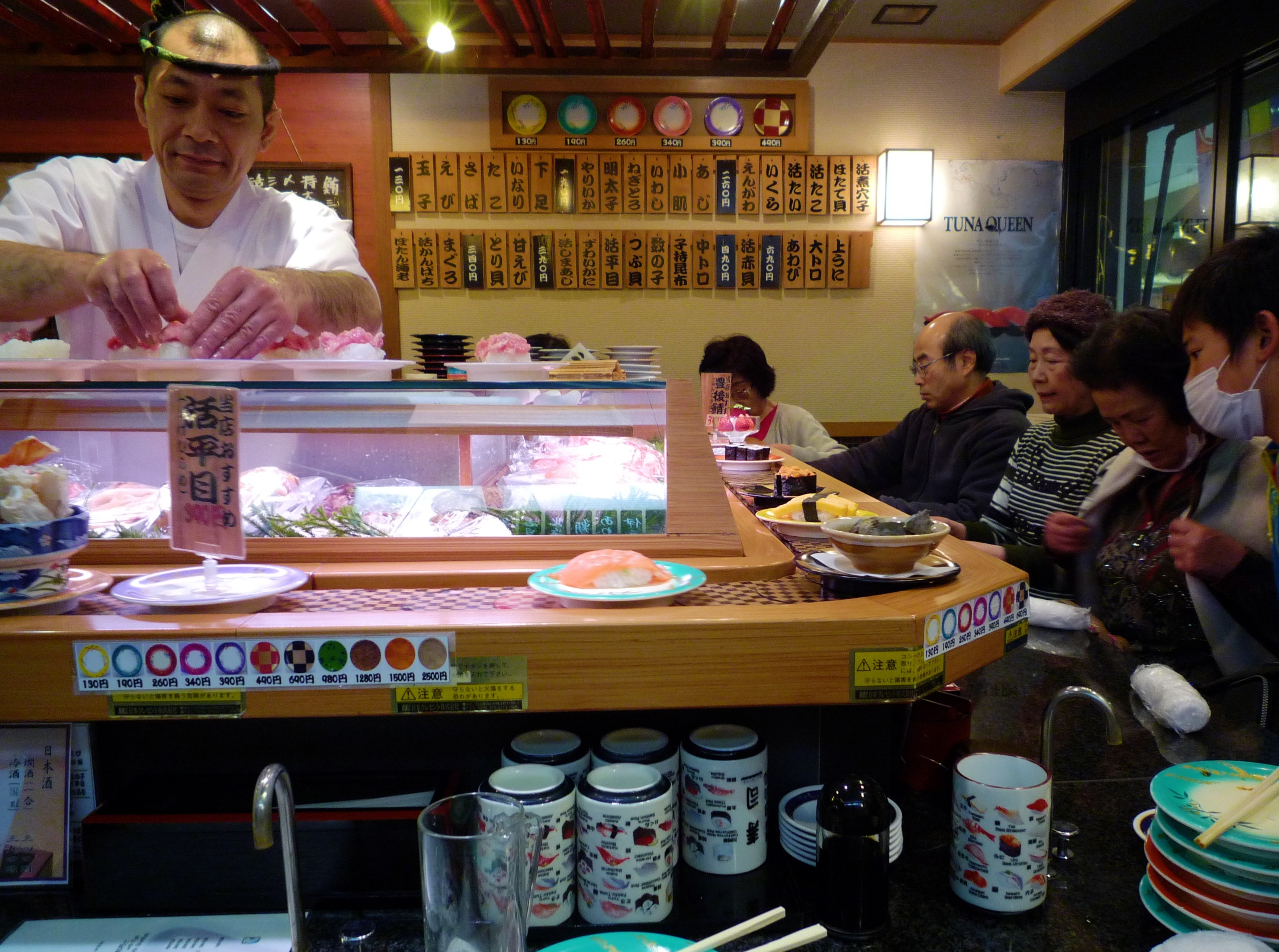
Kaiten-zushi.

Le kaitenzushi ou kaiten-zushi (回転寿司, littéralement « sushi tournant ») est un type de restaurant de sushis où ceux-ci sont présentés sur un tapis roulant, en libre-service. C'est en quelque sorte la version restauration rapide du restaurant de sushis. L'addition est ensuite calculée en fonction du nombre et du type d'assiettes cumulées par le client.

## Histoire
Pendant l'époque d'Edo (1603 à 1868), les sushis sont une forme de restauration rapide que l’on mange dans des petits stands de nourriture. Mais après la fin de la Seconde Guerre mondiale, la vente de nourriture crue dans ces stands est interdite, transformant les sushis en un produit de luxe proposé seulement dans des restaurants tenus par des chefs spécialisés.
Le premier kaitenzushi nait à Osaka en 1958, lorsque le gérant d'un restaurant de sushi décide d’installer un tapis roulant dans son restaurant pour faciliter le travail des employés et réduire les coûts. Dans les années 1970, ce restaurant, Genroku Zushi, établit des franchises dans tout le Japon, possédant jusqu'à plus de 200 restaurants. Le marché des kaitenzushi continue par la suite à se développer, et les dix plus grandes chaînes possèdent à elles seules en 2015 plus de 2 000 restaurants.
En 2023-2024, plusieurs chaines de restaurants abandonnent ce système pour le remplacer par un système de commandes plus classique mais digitalisé.

## Fonctionnement
Dans un kaitenzushi, les différents types de sushis sont produits à la chaîne par les cuisiniers et posés sur un tapis roulant, afin que les clients s'y servent directement. Ces derniers peuvent commander les sushis de leur choix s'ils ne les trouvent pas sur le tapis. L'addition est ensuite calculée en fonction du nombre et du type d'assiettes cumulées sur son coin de table. Les prix sont plus abordables que dans un restaurant de sushis classique et l'ambiance y est plus décontractée.

## Polémique
En janvier 2023, un scandale sanitaire éclate au Japon autour des kaitenzushi, lorsqu’une vidéo virale montre des individus dans un restaurant de la chaîne Sushiro, à Gifu, attrapant un sushi directement sur le tapis roulant avant de le manger, puis buvant à même le goulot d’une bouteille de sauce soja partagé,,,,,.